# Беллицци
Беллицци (итал. Bellizzi) — коммуна в Италии, располагается в регионе Кампания, в провинции Салерно.
Население составляет 12 862 человека (на 2004 г.), плотность населения составляет 1793 чел./км². Занимает площадь 7 км². Почтовый индекс — 84092. Телефонный код — 0828.
Покровителем населённого пункта считается Sacro Cuore di Gesù.